# 羅興亞人種族滅絕
羅興亞人種族滅絕，指的是緬甸国防军对該國西部若開邦羅興亞人的迫害。安全部隊在行動中有大規模的戰爭罪行，包括就地正法與肢體暴力等。聯合國、國際特赦組織等人權團體、美國國務院和馬來西亞政府對該行動做了批評，部份人聲稱緬甸軍隊侵犯了人權，並因此批評掌握緬甸政府實權的國務資政昂山素季，認為她對這個問題不採取行動、沉默、未加阻止。中國、印度、俄羅斯、日本等國家支持緬甸政府打擊羅興亞人武裝組織。

## 背景
根據緬甸國家報告，2016年10月9日，若開邦的一些武裝人員襲擊了幾個邊界警察營地，造成9名警察死亡，武器和彈藥也被搶走。主要攻擊發生在孟都鎮。攻擊者的真實身份仍然未知。為了應對這些攻擊，緬甸安全部隊開始對羅興亞穆斯林進行大規模武裝行動。而羅興亞人認為遭到濫殺。

## 镇压
在襲擊警察營地事件發生後，緬甸軍隊開始在若開邦北部的村莊執行武裝行動。在最初的行動中，有幾十人死亡許多人被捕。隨著行動繼續，傷亡人數增加。出現了任意逮捕，法外處決，輪姦和對平民的暴行和搶劫。據媒體報導，到目前為止已有數百名羅興亞人喪生，大約有2萬至3萬名羅興亞人做为难民逃離緬甸，並到孟加拉國避難。 
在11月下旬，人權觀察發布了衛星圖像，顯示大約五條村莊的1,250個羅興亞人房屋被安全部隊燒毀。 在11月的一次事件中，緬甸軍隊使用武裝直升機射擊和殺死平民。由於緬甸政府禁止外國媒體和人權團體進入該地區，因此，平民傷亡的確切數字仍然未知。若開邦也被西方反對緬甸政府的人稱為“資訊黑洞”。
那些因迫害而逃離緬甸的羅興亞人報告說，緬甸國防軍殺害男人強姦婦女、燒毀房子，和把孩子們扔在燃燒的房子裏。在納夫河上運送羅興亞難民的船隻常常被緬甸軍方槍擊。2017年1月，至少有四名警察被政府當局拘留，在2016年11月安全部隊打擊羅興亞人穆斯林的影片公開後，政府當局拘留了該名警察。這是自從鎮壓開始以來，政府在該地區懲罰自己的安全部隊的第一起事件。

## 國際反應
緬甸政府對羅興亞人的軍事打擊遭到西方一些國家和人權組織的批評。大赦國際對羅興亞少數民族的軍事鎮壓稱為“危害人類罪”，並說軍隊將平民作為“有計劃的暴力行為”的目標。12月，聯合國強烈批評緬甸政府對待羅興亞人的態度，稱之「冷酷無情」。緬甸政府的行動也遭到孟加拉國、馬來西亞和印尼的抗議。
緬甸實際上的政府首腦，國務資政和諾貝爾和平獎獲得者昂山素季特別受到批評。批評內容不乏她對這個問題的不採取行動和沈默，並且沒有採取太多措施防止軍事濫用。她回答說：“告訴我一個沒有人權問題的國家”。前任聯合國秘書長安南在若開邦訪問了一星期後，對該地區人權表示深切關注。早些時候，聯合國辦事處說，對羅興亞人的迫害可以被視為危害人類罪。2016年起，联合国第七任秘书长科菲·安南因此受邀请带领半官方团队针对羅興亞問題进行调查，再于2017年8月23日刊登若開邦和平宣言，推动措施以改善此地区人民的生活条件。缅甸政府于2017年8月24日接受建议书。
根據BBC在2017年9月的報導，因為種種外界較少去了解的歷史恩怨，包含英國殖民時代的仇恨淵源，在羅興亞人議題上緬甸民間「幾乎一面倒支持政府，軍方的支持度亦正在增加」，多數民眾所持看法與西方觀點大相逕庭，所以昂山素季政府不論其內心深處真實想法如何都很難去批評，否則無異毀掉自身群眾基礎。
美國拜登政府在2022年3月正式認定緬甸國防軍針對羅興亞人的軍事行動屬種族滅絕。

## 延伸閱讀
- 當國際撻伐羅興亞人的不公平待遇，其實應聽聽「緬甸人怎麼說」（页面存档备份，存于）（關鍵評論網，2016-06-27）